# Воротан
Ворота́н (арм. Որոտան), Баргюша́д (азерб. Bərgüşad) или Базарчай (азерб. Bazarçay) — река в Закавказье, правый приток Акеры. Протекает по территории Армении и Азербайджана. Длина — 178 км, из них 119 км в Армении, 59 — в Азербайджане. Воротан является горной рекой, на отдельных участках протекает по глубоким каньонам, уклон — 16 метров на 1 километр.
В 1995 году участки долины Воротана, прилегающие к монастырям Татев и Татеви Анапат, были включены в предварительный список Всемирного наследия.

## Название
Со средних веков назывался Воротан. Во времена Карабахского ханства река называлась Бергушет. Во времена Российской империи река в верхнем течении носила название Базар-чай, в среднем и нижнем — Бергушет (Баркюшад), в советское время снова — Воротан в среднем течении (на территории Армянской ССР), Баргюшад — на территории Азербайджанской ССР (исток и нижнее течение), в нижнем течении также — Базарчай.

## Описание
На реке построены водохранилища, работают три гидроэлектростанции Воротанского каскада: Спандарянская ГЭС, Шамбская ГЭС, Татевская ГЭС. Для доставки воды из Воротана в Севан с целью поднятия уровня озера был построен 22-километровый тоннель. Начавшаяся в 1980-х годах стройка была приостановлена в 1988 году в связи с экономической блокадой со стороны Азербайджана. Тоннель был закончен только в 2003 году.
Исток Воротана, находится за пределами Армении, в Кельбаджарском районе Азербайджана. В связи с этим некоторые армянские эксперты выражают озабоченность, что после возвращения контроля над этими территориями к Азербайджану в руках последнего оказалась безопасность 80 % водных ресурсов Армении, и этот фактор может быть использован для оказания давления на Армению.
На реке расположены населённые пункты Сисиан и Губадлы.
На реке расположен природный Чёртов мост.